# Flying Padre
A Flaying Padre (A repülő lelkész) Stanley Kubrick második dokumentarista rövidfilmje, amelyet 1951-ben készített. A mintegy kilencperces alkotást az RKO-Pathé forgalmazta, narrátora Bob Hite volt.

## Cselekménye
A film főszereplője Fred Stadtmueller, egy Új-Mexikóban élő pap, aki saját kisrepülőjén keresi fel a hatalmas területen szétszóródva élő spanyol ajkú gyülekezete tagjait. Kubrick két napját mutatja be, helyenként nyilvánvalóan megrendezett jelenetekkel. Látható, ahogy Fred atya temetésre repül, misét celebrál, elsimítja két gyerek vitáját, valamint repülője segítségével gyorsan orvoshoz juttat egy beteg gyereket. Az atya évente 12 ezer mérföldet és 1200 órát repül Spirit of St. Joseph nevű gépével, szabadidejében pedig kanárikat nevel és vadászik.